# Claude-François Bastian
Claude-François Bastian, né le 13 février 1764 à Annecy et mort le 10 janvier 1838 à Frangy (duché de Savoie), est un notaire et homme politique savoyard de la période révolutionnaire en Savoie.

## Biographie

### Famille
Claude-François Bastian naît le 13 février 1764 à Annecy,,, capitale de la province de Genevois, dans le duché de Savoie. Il est le fils de maître de François Marie Bastian (1729-1775), notaire et homme politique, et de Marie Delavenay,. Il appartient à une famille de notable, originaire de Bonneville, « ayant acquis des charges judiciaires à Annecy avant de s’implanter en Genevois. ».
Il épouse, en 1783, Hélène Chaumontet, fille de François-Marie Chaumontet, avocat au Sénat de Savoie et notaire de Frangy,. Ils auront sept enfants dont :
- Claude-Marie (nom de naissance Claude Marie Pie Amédée, 1799-1872), syndic de Frangy[4],[8], député de Savoie[9].

### Période révolutionnaire
À partir de 1792, le duché de Savoie est occupé par les troupes révolutionnaires. Le duché de Savoie devient le département du Mont-Blanc, dès septembre 1792. Notaire dans le bourg de Frangy depuis 1784, il est nommé lors de cette période comme « régisseur des domaines nationaux du bureau de Frangy ». Il s'enrichit notablement,, devenant « l’homme le plus riche de la Savoie du Nord », en faisant l'acquisition de nombreux biens nationaux. La somme dépensée pour ces différents bien avoisineraient les 778 000 livres, dans les cantons de Frangy, Seyssel et Viry. Il acquiert ainsi les ruines du château de Châtel (Usinens, à proximité de Frangy), ainsi que celui de Lornay (1796). Il obtient également environ trente-deux fermes dans les environs de Frangy, de Seyssel et de Viry.
Il est élu maire de la commune de Frangy, à partir de 1805 et reste en place jusqu'en 1815,,. En 1798, on détache la partie nord du département du Mont-Blanc pour l'associer avec le canton de Genève pour créer le département du Léman. Claude-François Bastian est une personnalité très active au sein du Conseil général du nouveau département. 
Durant l'Empire, il est par ailleurs président des collèges électoraux du département. En décembre 1813, les troupes autrichiennes libèrent Genève, puis la Savoie. La restauration du roi de Sardaigne est proclamée en janvier 1814. De janvier à septembre 1814, Claude-François Bastian est installé dans la partie Nord du duché à la tête de la commission centrale par le général Bubna, en raison de ces capacités de bonne gestion. Le général envisage même un temps à l'emmener avec lui à Vienne pour en faire un ministre des finances. Il mène une délégation de Savoyards à Zurich avec objectif que tout le département devienne un canton suisse,.
Mars 1815, marque le retour de Napoléon et la période des Cent-Jours. Claude-François Bastian est élu député pour le département du Mont-Blanc, lors des Cent-Jours,. Il siège ainsi du 12 mai au 13 juillet 1815,. Il ne prit jamais la parole à la chambre.

### Restauration sarde
Son action politique se termine avec le retour du duché dans le giron de la maison de Savoie.
Entre 1820 et 1830, il fait ériger la tour des Pitons, dite tour Bastian ( Beaumont), sur un alpage du Petit-Pomier, au sommet du Salève, qu'il possède,. 
Il est élu membre correspondant de l'Académie des sciences, belles-lettres et arts de Savoie, en 1828,.
Claude-François Bastian meurt le 10 janvier 1838, à Frangy.